# Humberto Rodríguez Pastor
Luis Ángel Humberto Rodríguez Pastor (Lima, 25 de abril de 1937) es un antropólogo, etnólogo, sinólogo, orientalista y escritor peruano, especialista en inmigración china e inmigración japonesa en el Perú, y actual catedrático de la Universidad Nacional Mayor de San Marcos.

## Biografía
Realizó estudios de pregrado en Antropología en la Pontificia Universidad Católica del Perú (1958 - 1960) y en la Universidad Nacional Mayor de San Marcos - UNMSM (1960 - 1963), los que continuó en la École Pratique des Hautes Études y en el Collège Cooperatif (1963 - 1965), en París, Francia. Al regresar al Perú obtuvo el grado de bachiller en Etnología y Arqueología en la Universidad Nacional Mayor de San Marcos con la tesis Caqui: estudio de una hacienda costeña (valle de Chancay) (1967). Posteriormente, optó el grado de doctor en Antropología con la tesis Trabajadores chinos en la agricultura costeña (1850 - 1900) (1988). Ha ocupado los cargos de director del Archivo Agrario (1972 - 1980), director del Instituto de Apoyo Agrario (1980 - 1982) y director del Área de Ciencias Sociales del Consejo Nacional de Ciencia y Tecnología (1982 - 2007). Se ha desempeñado como profesor contratado en la Universidad Nacional de Trujillo, Universidad Nacional del Centro del Perú, Universidad Ricardo Palma, Universidad Nacional San Cristóbal de Huamanga, Universidad Nacional Mayor de San Marcos, Universidad Católica y la Universidad Nacional Federico Villarreal. Recibió el premio CONCYTEC Jorge Basadre en 1989, correspondiente al área de Historia del Perú Republicano.
Además de sus publicaciones, ha contribuido con decenas de artículos a revistas como: Socialismo y Participación, Pasado y Presente, Revista Andina, Diálogos en Historia, Nueva Sociedad, entre otras. En la actualidad, además de trabajar en sus investigaciones, se desempeña como profesor en la Universidad Mayor de San Marcos y en la academia de gastronomía Cordon Bleu.

## Publicaciones como autor
- Eufemio Saba: Comunero costeño del valle de Lurín (En coautoría con Leonilda Sobrevilla) (Departamento de Antropología de la UNMSM, 1963)
- Caquí: estudio de una hacienda costeña (Instituto de Estudios Peruanos, 1969)
- Los trabajadores chinos culíes en el Perú. Artículos históricos (Edición a mimeógrafo, 1977)
- La rebelión de los rostros pintados (Instituto de Estudios Andinos, 1979)
- Antepasados, familiares y vida de Antonio Rodríguez Ramírez (Edición a mimeógrafo, 1983)
- Chinos culíes: bibliografía y fuentes, documentos y ensayos (Coedición Instituto de Apoyo Agrario/Instituto de Historia Rural Andina, 1984)
- Hijos del Celeste Imperio en el Perú (1850 - 1900). Migración, agricultura, mentalidad y explotación (Instituto de Apoyo Agrario, 1989); (2.ª edición: SUR, 2001)
- José Carlos Mariátegui la Chira: Familia e infancia (SUR, 1995)
- Herederos del Dragón (Fondo Editorial del Congreso del Perú, 2000)
- La Novena en décimas (2006)
- De tamales y tamaleros: Tres historias de vida (Fondo Editorial de la Universidad San Martín de Porres, 2006)
- La vida en el entorno del tamal peruano (Fondo Editorial de la Universidad San Martín de Porres, 2007)
- Negritud. Afroperuanos: Resistencia y existencia (Centro de Desarrollo Étnico, 2008)
- El ají peruano en sus regiones y pueblos (Fondo Editorial de la Universidad San Martín de Porres, 2014)
- Ají peruano. Historia, cultura, sociedad y gastronomía (Fondo Editorial de la Universidad Nacional Agraria La Molina, 2016)
- Chinos en la sociedad peruana. Presencia, influencia y alcances (1850-2000) (Fondo Editorial de la Universidad Nacional Mayor de San Marcos, 2017)
- El peón y empresario Nikumatsu Okada y la comunidad japonesa del valle de Chancay (1900-1950) (Fondo Editorial de Asociación Peruano Japonesa, 2018)

## Publicaciones como editor
- La antropología en el Perú (Concytec, 1985)
- El Callao y los chalacos (Junto con Francisco Quiroz) (Concytec, 1988)
- I y II Seminario de Investigaciones Sociales en la Región Norte. Trujillo 1984 - Cajamarca 1986 (Junto con Luis Muelle) (Concytec, 1988)
- Quipu y yupana. Colección de escritos (Junto con Carol Mackey, Hugo Pereyra, Carlos Radicati y Óscar Valverde) (Concytec, 1990)
- Actas del Congreso Nacional de Investigación. 11 – 16 de noviembre de 1984 (Tres tomos) (Concytec, 1991)
- Investigaciones en Ciencias Sociales, un balance necesario: 1993 (Junto con Jonny Castillo) (Concytec, 1994)
- Del buen comer y beber (Fondo Editorial de la Universidad San Martín de Porres, 1998)